# 1866
1866 (MDCCCLXVI) fue un año común comenzado en lunes según el calendario gregoriano.

## Acontecimientos

### Enero
- 1 de enero: en Chile, se establece el sistema métrico decimal como sistema de medida oficial en el país.
- 2 de enero: España: El gobierno ordena cerrar las cátedras del Ateneo.
- 11 de enero: en el golfo de Vizcaya mueren ahogadas 220 personas al naufragar el barco de pasajeros británico London.
- 31 de enero: en la batalla de Pehuajó (provincia de Corrientes) ―en los comienzos de la guerra de la Triple Alianza―, los paraguayos vencen a las fuerzas argentinas, y el general Bartolomé Mitre, por razones que se desconocen, omite apoyarlas con su ejército. Mueren 900 soldados argentinos.

### Febrero
- Febrero: no tuvo luna llena, ya que en enero de este año hubo dos, los días 1 y 30, y la siguiente fue el 1 de marzo. (Una falsa creencia afirma que esto se produjo el año anterior).
- 2 de febrero: en Madrid fracasa un intento de derrocamiento del gobierno unionista.
- 22 de febrero: en Rumanía, un grupo de conspiradores militares de la guarnición de Bucarest obliga a abdicar al príncipe Cuza en favor de una regencia, compuesta por el coronel Haralambie, el general Golescu y el político conservador Lascar Catargiu.

### Marzo
- 30 de marzo: en Chile, la Armada Española bombardea el puerto chileno de Valparaíso y lo mantiene bloqueado por varios días.

### Mayo
- 2 de mayo: El Combate del Callao o Combate del 2 de mayo (2 de mayo de 1866), fue un enfrentamiento en aguas de este puerto peruano entre una escuadra de la Armada Española, al mando del almirante Casto Méndez Núñez.
- 12 de mayo: Un terremoto de 7,2 sacude Turquía dejando un saldo de 680 muertos.
- 24 de mayo: Se produce la batalla de Tuyutí (guerra de la Triple Alianza). Los argentinos, brasileños y uruguayos vencen a los paraguayos. Es hasta la actualidad la más grande y sangrienta ocurrida en América del Sur.

### Junio
- 22 de junio: en Madrid se realiza una insurrección armada de los sargentos del cuartel de la artillería de San Gil. Fracasa y tiene lugar una dura represión.

### Julio
- 3 de julio: el ejército prusiano derrota a los austríacos en la batalla de Sadowa, en el marco de la guerra de las Siete Semanas.

### Agosto
- 16 de agosto: en Ostende, el Partido Progresista y el Partido Demócrata firman un acuerdo, por iniciativa del general progresista Juan Prim, para derribar la monarquía de Isabel II de España.

### Fechas desconocidas
- Firma de tratado de límites entre Bolivia y Chile. Se establece como límite entre ambas naciones el paralelo 24. Se estipula que los derechos de exportación de guano y minerales, entre los paralelos 23 y 25, se repartirían por mitades entre ambos países, Bolivia y Chile
- En Perú, la Armada Española bombardea El Callao (el puerto de Lima).

## Arte y literatura
- Sully Prudhomme: Las pruebas.
- Julio Verne: De la Tierra a la Luna.
- Fiódor Dostoievski: Crimen y castigo.
- Gustave Courbet): "L'origine du monde (El origen del mundo)".
- José María Rodríguez de Losada: "Colecta para sepultar el cadáver de Álvaro de Luna"
- Se publica por vez primera la Historia del saqueo de Cádiz por los ingleses, escrita por Pedro de Abreu en 1596, pero vetada en su época.

## Ciencia y tecnología
- Se publican las Leyes de la herencia de Gregor Mendel en Proceedings of the Natural History Society of Brunn
- Etienne Lancereaux: Tratado histórico y práctico de la sífilis.
- Gracias a los cálculos de Lord Kelvin se instala el primer cable transatlántico que une Wall Street (Nueva York) con Londres.
- 6 de diciembre. Cae un meteorito en Margolles (Asturias).
- Peters describe por primera vez el oso marino de Juan Fernández (Arctocephalus philippii).
- Gill describe por primera vez el elefante marino del norte (Mirounga angustirostris).
- Owen describe por primera vez el cachalote enano (Kogia sima).
- Owen y Gray describen por primera vez el delfín beluga (Orcaella brevirostris).

## Nacimientos

### Enero
- 5 de enero: Ramón Casas, pintor español (f. 1932).
- 15 de enero: Nathan Söderblom, eclesiástico sueco, premio nobel de la paz en 1930 (f. 1931).
- 22 de enero: Leocadia Alba, actriz y tiple de zarzuela española (f. 1952).
- 29 de enero: Romain Rolland, escritor francés, premio nobel de literatura en 1915 (f. 1944).

### Febrero
- 2 de febrero: Enrique Simonet, pintor español (f. 1927).
- 25 de febrero: Benedetto Croce, filósofo, escritor y político italiano.

### Marzo
- 6 de marzo: Mariana Álvarez Bollo Carretero, pedagoga y escritora española.
- 7 de marzo: Gabriela Laperrière de Coni, escritora, periodista, socialista y feminista francoargentina (f. 1907).
- 14 de marzo: Alexei Alexeievich Troitzky, estudioso del ajedrez (f. 1942).
- 17 de marzo: Julian Marchlewski, político comunista polaco.
- 22 de marzo: Aquileo Echeverría, escritor, periodista y político costarricense (f. 1909).

### Abril
- 5 de abril: Francisco Acebal, escritor y periodista español (f. 1933).
- 18 de abril: Gonzalo Dávila, aristócrata español (f. 1935).

### Mayo
- 17 de mayo: Erik Satie, músico francés.
- 25 de mayo: Digno Núñez, empresario y político ecuatoriano (f. 1949).

### Junio
- 8 de junio: Marceliano Santa María, pintor español.
- 13 de junio: Aurélia de Sousa, pintora chileno-portuguesa (f. 1922).
- 13 de junio: Aby Warburg, historiador del arte alemán (f. 1929).
- 16 de junio; Juan Muñoz y Pabón, escritor y religioso (f. 1920).
- 26 de junio: Lord Carnarvon, aristócrata británico, financiador de la excavación de la tumba del faraón Tutankamon (f. 1923).

### Julio
- 3 de julio: Albert Gottschalk, pintor danés (f. 1906).
- 6 de julio: Charles Marie Emmanuel Mangin militar francés (f. 1925).

### Agosto
- 12 de agosto: Jacinto Benavente, dramaturgo español, premio nobel de literatura en 1922 (f. 1954).
- 14 de agosto: Charles-Jean de la Vallée Poussin, matemático belga (f. 1962).
- 30 de agosto: George Minne, escultor belga (f. 1941).

### Septiembre
- 21 de septiembre: Charles Nicolle, médico francés, premio nobel de medicina en 1928 (f. 1936).
- 25 de septiembre: Thomas Hunt Morgan, fisiólogo estadounidense, premio nobel de medicina en 1933 (f. 1945).
- 26 de septiembre: Archibald Vivian Hill, fisiólogo británico, premio nobel de medicina en 1922 (f. 1977).

### Octubre
- 11 de octubre: Carlos Arniches, dramaturgo español (f. 1943).
- 28 de octubre: Ramón María del Valle-Inclán, escritor español (f. 1936).

### Noviembre
- 12 de noviembre: Sun Yat-sen, primer presidente chino (f. 1925).
- 18 de noviembre: Elena Fortún, escritora española dedicada a la literatura infantil y juvenil (f. 1952).

### Diciembre
- 4 de diciembre: Vasily Kandinsky pintor ruso (f. 1944).
- 12 de diciembre: Alfred Werner, químico suizo, premio nobel de química en 1913 (f. 1919).
- 15 de diciembre: Ramón Cáceres, político y presidente dominicano (f. 1911).
- 15 de diciembre: René Quintón, pionero de la aviación y naturalista autodidacta francés (f. 1925).
- 21 de diciembre: H. G. Wells escritor inglés famoso por sus novelas de ciencia ficción (f. 1946).

## Fallecimientos

### Enero
- 31 de enero: Friedrich Rückert, escritor alemán (n. 1788).

### Febrero
- 18 de febrero: Ferdinand Wolf, hispanista austríaco

### Marzo
- 24 de marzo: María Amalia de Borbón-Dos Sicilias, reina consorte de Francia (n. 1782).

### Abril
- 20 de abril: Antonio Remón Zarco del Valle y Huet, ingeniero y militar español (n. 1785).

### Junio
- 7 de junio: Macacha Guemes, patriota argentina (n. 1776).
- 20 de junio: Bernhard Riemann, matemático alemán (n. 1826).
- 25 de junio: Alexander von Nordmann, zoólogo y botánico finlandés (n. 1803).

### Julio
- 7 de julio: Adolph Diesterweg, docente y político prusiano (n. 1790).
- 19 de julio: Elizardo Aquino, general paraguayo, héroe de la guerra de la Triple Alianza (n. 1825).

### Septiembre
- 19 de septiembre: Christian Hermann Weisse, teólogo protestante alemán (n. 1801).
- 22 de septiembre: Dominguito Sarmiento, militar chileno-argentino, hijo adoptivo del presidente argentino Domingo Faustino Sarmiento (n. 1845).

### Octubre
- 18 de octubre: Philipp Franz von Siebold, médico y botánico alemán (n. 1796).

### Noviembre
- 22 de noviembre: Adrien François Servais, violonchelista y compositor belga (n. 1807).